# Karl Petermann (Demokratenführer)

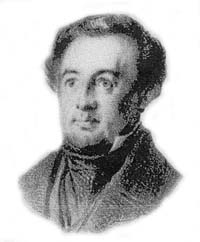
Karl Petermann

August Karl Heinrich Ludwig Petermann, auch Carl Petermann (* 26. März 1807 in Waren (Müritz); † 23. September 1866 in Strelitz) war ein deutscher Jurist und Richter. In der Revolution in Mecklenburg (1848) spielte er als einer der Demokratenführer in Mecklenburg-Strelitz eine herausragende Rolle.

## Leben
Karl Petermann, einziger Sohn des Arztes (Johann) Friedrich Petermann (1761–1833) aus dessen zweiter Ehe mit der Gutsbesitzertochter Christiane Friederike, geb. von Schuckmann (* 1781),  verlebte seine Kindheit in Waren. Er besuchte das Gymnasium Carolinum (Neustrelitz) und bestand hier Michaelis 1827 das Abitur. Danach studierte er Rechtswissenschaften zunächst an der Friedrich-Wilhelms-Universität zu Berlin und der Universität Jena und dann wieder in Berlin. 1827 immatrikulierte er sich an der Universität Rostock für Rechtswissenschaft. Nach den Examen wurde er 1832 in Rostock zum Dr. jur. promoviert.
Petermann war 1832–1833 zunächst Advokat und Ratsherr (Senator) in Malchin. Von dort aus bewarb er sich 1834 erfolgreich als Bürgermeister und Stadtrichter in Wesenberg, legte aber 1842 nach wiederholt ungerechtfertigter Kritik an seiner Amtsführung das Bürgermeisteramt nieder und wirkte fortan nur als Stadtrichter und Advokat ebenda. Im Vormärz wechselte er 1847 als Amts- und Stadtrichter nach Strelitz.
In der 1848er Bewegung entwickelte sich Petermann schnell zum Führer der Demokraten in Mecklenburg-Strelitz. Petermann war 1848/49 Mitglied der konstituierenden Abgeordnetenversammlung für Mecklenburg (Wahlbezirk: Feldberg) und trat im Parlament als aktiver Redner auf. Seit Ende 1848 wirkte er im Verfassungsausschuss und war dort gemeinsam mit Karl Türk unmittelbar an der Erarbeitung des Verfassungsentwurfs beteiligt. Am 7. September 1848 wählte ihn die Volksversammlung in Strelitz zum Stellvertretenden Vorsitzenden und Deputierten einer Abordnung, welche Großherzog Georg die demokratischen Forderungen der Volksversammlung überbrachte. Petermann trat dort als Sprecher und Verhandlungsführer zwischen den Demokraten und dem erzkonservativen Großherzog des Landesteils Mecklenburg-Strelitz auf. Petermann besuchte im Oktober 1848 den Zweiten Demokratenkongress in Berlin und war auch 1850 unter den eingeladenen/einzuladenden Mecklenburgern zum Braunschweiger Demokratenkongress (13.–15. Juni 1850), wo er jedoch unter dem Eindruck der Entwicklungen in Mecklenburg seine Teilnahme absagte.
Zusammen mit Daniel Sanders und Ludwig Roloff war Petermann Redakteur der in Neustrelitz erscheinenden, demokratischen Blätter für freies Volkstum (1848).
1850 gehörte Petermann zu den wenigen Eingeweihten in die Pläne von Carl Schurz zur Befreiung von Gottfried Kinkel aus dem Zuchthaus Spandau. Am 5. November 1850 unterstützte er aktiv die Flucht von Schurz und Kinkel durch Mecklenburg nach Rostock. Er geriet deshalb schnell unter Verdacht, jedoch konnte ihm die Fluchtbeteiligung nicht nachgewiesen werden. Trotzdem wurde er nach dem Scheitern der Revolution in Mecklenburg im November 1850 suspendiert und zu Johannis 1851 amtsenthoben. Politisch ungebrochen verlebte Petermann die Jahre bis zu seinem Tod als Advokat in Strelitz. Er starb 57-jährig im Jahr des Deutschen Krieges.
Karl Petermann war seit 1836 mit Auguste von Flatow verheiratet, einer Gutsbesitzertochter aus dem Pommerschen. Unter seinen fünf Kindern ist die zweitgeborene Tochter (Henriette Friederike Sophie) Caroline (* 1839; † 1888 in St. Petersburg) bedeutsam, welche mit dem heute vor allem durch seine Sammlung "Mecklenburgische Volkssagen" (4 Bände. 1858–1862) bekannten Gymnasiallehrer und Publizisten Albert Niederhöffer (1828–1868) verheiratet war. Gemeinsam mit dieser Tochter hatte sich Petermann als Beiträger an Niederhöffers Sagensammlung beteiligt. Denunziationen des Schwiegersohns brachte in den 1860ern die mecklenburgischen Demokraten neuerlich in Bedrängnis und endeten im familiären Zerwürfnis.

## Werke
- Car. Frid. Aug. Petermanni varnensis Commentatio de praeceptis juris romanis circa crimen vis, in certamine civium academiae Rostochiensis praemio eiusdem academiae impensis constituto ex sententia illustris jureconsultorum ordinis ornata. Rostock 1832.
- mit Ernst Langfeldt: Einige Worte auf Veranlassung der non dem Herrn Bürgermeister Langfeldt in Güstrow erschienenen Kritik des sogenannten Indicienbeweises im Untersuchungsprocesse. Neustrelitz, Neubrandenburg 1839.
- Zur Reformfrage. Fliegendes Wort. Neustrelitz 1848.
- Einige Worte an die Arbeitsleute auf dem Lande vom Stadt- und Amtsrichter. 1848.
- Zum Mecklenburgischen Bauernrecht. Neubrandenburg 1853.